# 2012년 하계 올림픽 말라위 선수단
말라위는 2012년 7월 27일에서 8월 12일까지 영국 런던에서 열린 제30회 하계 올림픽에 참가했다.

## 메달 집계

### 종목별 참가 선수 및 메달 집계
| 종목 | 참가 선수 | 1 | 2 | 3 | 합계 |
| 수영 | 1         |   |   |   | 0    |
| 육상 | 2         |   |   |   | 0    |
| 합계 | 3         | 0 | 0 | 0 | 0    |

## 종목별 성적

### 수영
여자
| 선수            | 세부 종목  | 예선  | 예선    | 준결선    | 준결선    | 결선      | 결선      |
| 선수            | 세부 종목  | 기록  | 순위    | 기록      | 순위      | 기록      | 최종 순위 |
| Joyce Tafatatha | 자유형 50m | 27.74 | 2조 4위 | 진출 못함 | 진출 못함 | 진출 못함 | 46        |

### 육상
남자
| 선수        | 세부 종목 | 기록    | 최종 순위 |
| Mike Tebulo | Marathon  | 2:19:11 | 44        |

여자
- NR = 국가 신기록

| 선수              | 세부 종목 | 예선     | 예선    | 준결선    | 준결선    | 결선      | 최종 순위 |
| 선수              | 세부 종목 | 기록     | 순위    | 기록      | 순위      | 기록      | 최종 순위 |
| Ambwene Simukonda | 400 m     | 54.20 NR | 5조 5위 | 진출 못함 | 진출 못함 | 진출 못함 |           |